# Монте-Леоне
Монте-Леоне (італ. Monte Leone) — гора висотою 3552 м, розташовується на кордоні Швейцарії (Вале) та Італії (П'ємонт). Найвища точка Лепонтинських Альп. Знаходиться за декілька км від перевалу Семпіоне.